# Anacroneuria badilinea
Anacroneuria badilinea är en bäcksländeart som beskrevs av Jewett 1959. Anacroneuria badilinea ingår i släktet Anacroneuria och familjen jättebäcksländor. Inga underarter finns listade i Catalogue of Life.